# (1749) Télamon
Pour les articles homonymes, voir Télamon.
(1749) Télamon ou sous sa désignation internationale (1749) Telamon, est un astéroïde troyen. Il a été découvert le 23 septembre 1949 par l'astronome allemand. Karl Wilhelm Reinmuth à Heidelberg.
Son nom fait référence à Télamon le fils d'Éaque et d'Endéis.
Sa désignation provisoire était 1949 SB.

## Caractéristiques
Il partage son orbite avec Jupiter autour du Soleil au point de Lagrange L4, c'est-à-dire qu'il est situé à 60° en avance sur Jupiter.
Les calculs d'après les observations de l'IRAS lui accordent un diamètre d'environ 81 kilomètres.
Sa distance minimale d'intersection de l'orbite terrestre est de 3,611440 ua.